# Groves-Springaffe

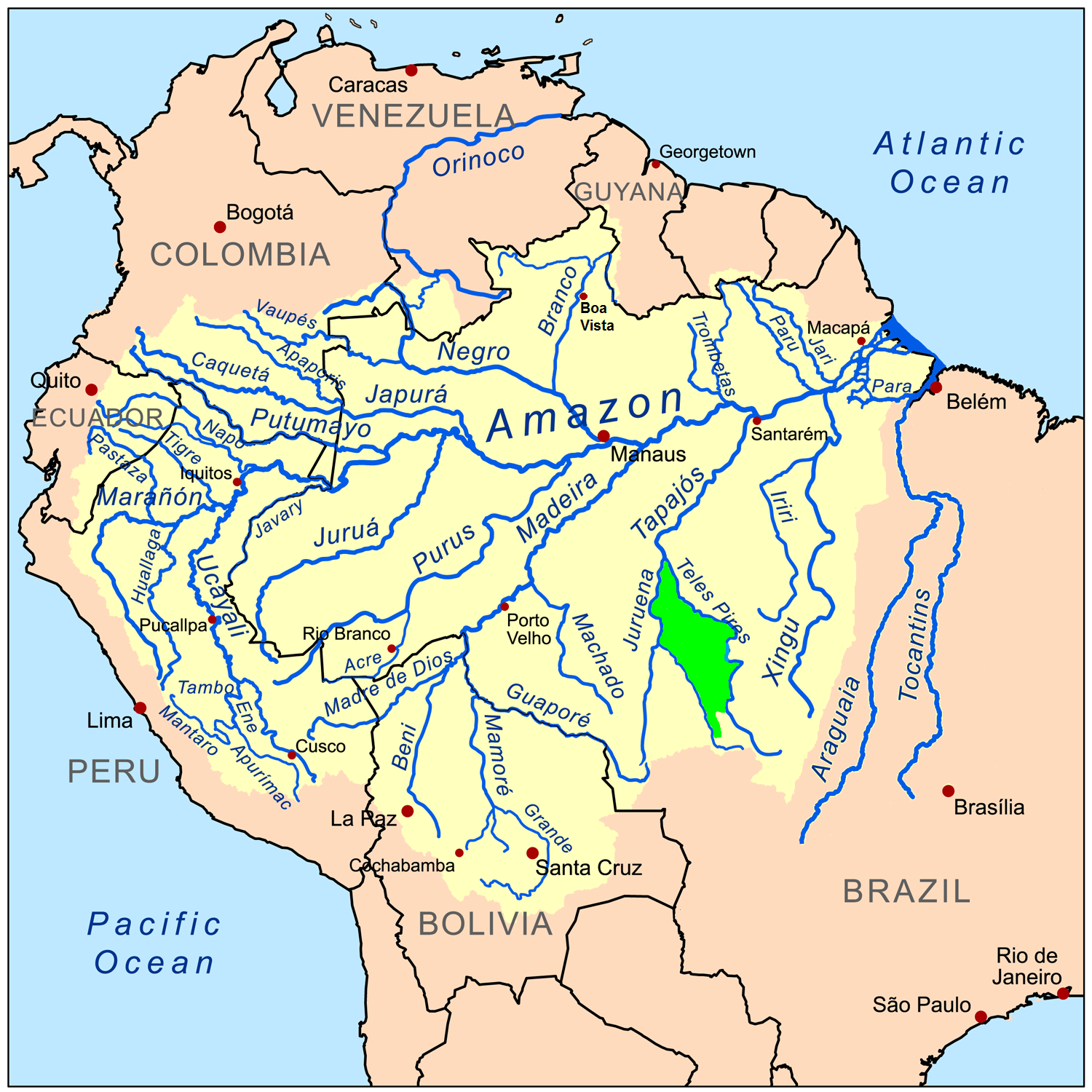
Das Verbreitungsgebiet von Plecturocebus grovesi im südlichen Amazonasbecken

Der Groves-Springaffe (Plecturocebus grovesi) ist eine Primatenart aus der Unterfamilie der Springaffen innerhalb der Familie der Sakiaffen (Pitheciidae). Die Erstbeschreibung der Art wurde im März 2019 veröffentlicht. Der Name des Affen ehrt den britisch-australischen Anthropologen, Primatologen und Mammalogen Colin Groves, der ein Jahr zuvor verstorben war.

## Verbreitung
Die sechs für die Erstbeschreibung untersuchten Typusexemplare stammen aus der Umgebung der Ortschaft Alta Floresta im nördlichen Teil des brasilianischen Bundesstaates Mato Grosso und es wird angenommen das das gesamte Verbreitungsgebiet zwischen Rio Teles Pires im Osten, Rio Juruena und Rio Arinos im Westen und dem Übergang zum Cerrado im Süden liegt. Östlich des Verbreitungsgebietes des Groves-Springaffen leben die nah verwandten Arten Vieira-Springaffe (Plecturocebus vieirai) und Rotbauch-Springaffe (P. moloch), westlich davon kommt der Dunkelgraue Springaffe (P. cinerascens) vor.

## Merkmale
Der Groves-Springaffe ist größtenteils agouti-grau gefärbt. Der Rücken ist etwas dunkler als die Körperseiten, die Außenseiten von Armen und Beinen und die Kopfoberseite. Die Rückenmitte ist leicht rötlich getönt. Das Gesicht ist schwärzlich, die Wangen sind gelblich. Die Kopfseiten, Kehle, Brust, Bauch und die Innenseiten der Gliedmaßen sind auffällig rötlich-braun gefärbt. Hände und Füße sind schmutzig-weiß und deutlich heller als die Außenseiten der Gliedmaßen. Der Schwanz ist schwärzlich mit einer weißen Spitze.
Mit dieser Färbung ähnelt der Groves-Springaffe den nah verwandten Arten Prinz-Bernhard-Springaffe (Plecturocebus bernhardi), Vieira-Springaffe und Rotbauch-Springaffe. Vom Rotbauch-Springaffe kann Plecturocebus grovesi durch die rötlich-braune Unterseite und den zum größten Teil schwarzen Schwanz unterschieden werden. Die Bauchseite des Rotbauch-Springaffen ist eher orange gefärbt und die Färbung des Schwanzes ist variabel, bei einigen Exemplaren schwärzlich, bei anderen hellgrau, vermischt mit einer agouti-braunen Tönung. Verglichen mit dem Vieira-Springaffe ist der Grove-Springaffe etwas dunkler gefärbt. Die Stirn des Groves-Springaffen ist schwärzlich und die Kopfseiten sind rötlich-braun, beim Vieira-Springaffen sind diese Regionen weiß gefärbt. Der Groves-Springaffe hat eine rötlich-braune Unterseite, beim Vieira-Springaffen sind die Bauchseite und die Innenseiten der Gliedmaßen gelblich bis hell orange. Der Prinz-Bernhard-Springaffe ist insgesamt dunkler gefärbt als der Groves-Springaffe. Noch dunkler ist der Dunkelgraue Springaffe, der auch nicht die kontrastierende Färbung von Unterseite und Kopfseiten zeigt und fast einfarbig dunkelgrau gefärbt ist.
Auch die mitochondriale und die nukleäre DNA (Kern-DNA) des Groves-Springaffen unterscheiden sich deutlich von denen der drei nah verwandten Arten. Vom Vieira-Springaffe und vom Rotbauch-Springaffen, die zusammen die Schwestergruppe des Groves-Springaffen bilden, trennte sich P. grovesi vor etwa 1,3 Millionen Jahren.

## Gefährdung
Der Groves-Springaffe lebt in einem Gebiet das stark von Abholzungen betroffen ist. Die Autoren der Erstbeschreibung stufen die Art deshalb in der IUCN-Kategorie vom Aussterben bedroht (critically endangered) ein.

## Belege
1. 1 2 3 4 5 6  Jean P. Boubli et al.: On a new species of titi monkey (Primates: Plecturocebus Byrne et al., 2016), from Alta Floresta, southern Amazon, Brazil. Molecular Phylogenetics and Evolution, November 2018, doi: 10.1016/j.ympev.2018.11.012